# Back in the U.S.S.R.
Back in the USSR (с англ. — «Снова в СССР») — песня группы The Beatles из их «Белого альбома». Выпущена за авторством дуэта Леннон — Маккартни, хотя в действительности её написал Пол Маккартни. Back in the USSR плавно перетекает во вторую композицию альбома — «Dear Prudence». Фоновое гитарное соло из промежутка 2:03—2:17 появилось также в композиции «Revolution 9» этого альбома.
Название пародирует песню Чака Берри «Back in the U.S.A.», а припев отсылает к «California Girls» группы The Beach Boys. Последнюю идею подсказал Маккартни вокалист этой группы Майк Лав. Позднее Маккартни признавался, что его привлекла идея о девушках из Грузии и разговоры об Украине, как будто это Калифорния, потому что «они любят нас, там, в Советской России, хотя боссы в Кремле, возможно, и не любят»:
I just like the idea of Georgia girls and talking about places like the Ukraine as if they were California, you know? It was also hands across the water, which I'm still conscious of. 'Cause they like us out there [in Soviet Russia], even though the bosses in the Kremlin may not.
Запись песни проходила с 22 по 23 августа 1968 года. В течение сессии музыкантам всё чаще приходилось записывать песни поодиночке, что частично снимало напряжение, создавшееся в группе. Тем не менее 22 августа, когда группа явилась на студию в полном составе, обстановка между музыкантами накалилась до предела; об этом свидетельствует временный неофициальный уход из группы Ринго Старра. Поэтому в этой песне партию ударных сыграл Пол Маккартни (не без помощи Леннона и Харрисона).
Песня была выпущена 22 ноября 1968 года на «Белом альбоме». Кроме того, 29 июня 1976 года она была выпущена в Великобритании в качестве сингла с песней «Twist and Shout» на стороне Б.

## Участники записи
- Пол Маккартни — вокал, бэк-вокал, пианино, гитара, бас-гитара, ударные, хлопки в ладоши, вокальная перкуссия.
- Джон Леннон — бэк-вокал, гитара, шестиструнная бас-гитара, ударные, хлопки в ладоши, перкуссия.
- Джордж Харрисон — бэк-вокал, гитара, бас, ударные, хлопки в ладоши, перкуссия.

(взято из: Иэн Макдональд и Марк Льюисон)

## Кавер-версии
Кавер-версии песни многократно исполняли многие группы и артисты, приводятся лишь некоторые.
| Год  | Артист / Группа              | Комментарий                                                                                                   |
| ---- | ---------------------------- | --- |
| 1968 | Рэмси Льюис                  | Записал кавер в своём альбоме Mother Nature's Son наряду с другими песнями The Beatles.                       |
| 1969 | Чабби Чекер                  | Его кавер находился в чарте синглов Billboard Hot 100.                                                        |
| 1969 | John Fred & His Playboy Band | Выпустили кавер на сингле и на своём альбоме Love My Soul (1970).                                             |
| 1979 | Dead Kennedys                | Записали концертную версию песни; выпущена на их альбоме Live at the Deaf Club (2004).                        |
| 1984 | Сью Поллард                  | Актриса исполнила песню на BBC в шоу The Laughter Show.                                                       |
| 1986 | The King's Singers           | Выпустили кавер на своём альбоме Beatles' Collection.                                                         |
| 1987 | Билли Джоэл                  | Выпустил песню на концертном альбоме Концерт, записанном на гастролях в СССР.                                 |
| 1993 | Leningrad Cowboys            | Финская группа записала концертное исполнение песни на своём альбоме Live in Prowinzz.                        |
| 1994 | Баба Яга                     | Шуточная песня российского коллектива.                                                                        |
| 2001 | Сигурни Уивер                | Исполнила фрагмент песни в фильме Сердцеедки под ансамбль из русских народных инструментов.                   |
| 2006 | Лемми Килмистер              | Участник группы Motörhead записал кавер-версию для сборника Butchering The Beatles.                           |
| 2009 | Томоясу Хотэй                | Записал песню для своего альбома каверов Modern Times Rock'N'Roll.                                            |
|      | Аманда Овермайер             | Исполнила песню в 7-м сезоне телешоу American Idol; затем выпустила студийную запись.                         |
|      | Type O Negative              | Исполняли песню множество раз на протяжении своей 20-летней карьеры.                                          |
| 2011 | The Fringemunks              | Группа спародировала песню в телесериале Грань, эпизод 4.01, «Ни тут, ни там» (англ. Neither Here Nor There). |
| 2020 | RADIO TAPOK                  | Российский музыкант записал русскоязычный кавер                                                               |

Песня группы The Rutles «We’ve Arrived (and to Prove It, We’re Here)» представляет собой стилизацию под Back in the U.S.S.R..